# Relations entre le Bangladesh et la Slovaquie
Les relations entre le Bangladesh et la Slovaquie sont les relations bilatérales de la république populaire du Bangladesh et de la république slovaque. Les relations diplomatiques entre les deux pays sont officiellement établies en 1993.

## Visites d'État
En 1996, l'ambassadeur du Bangladesh en Slovaquie a rencontré le ministre slovaque de la culture pour discuter d'un accord de coopération culturelle.
En 1999, la Première ministre du Bangladesh, Sheikh Hasina, a effectué une visite officielle à Bratislava.

## Coopération internationale
Le Bangladesh et la Slovaquie se soutiennent mutuellement dans les forums mondiaux. En 2010, la Slovaquie a soutenu la candidature du Bangladesh à la Convention sur l'élimination de toutes les formes de discrimination à l'égard des femmes (Convention on the Elimination of All Forms of Discrimination Against Women - CEDAW). Le Bangladesh et la Slovaquie ont également convenu d'organiser régulièrement des consultations avec le ministère des affaires étrangères. En 2011, l'ancien président slovaque Ivan Gašparovič a complimenté la position du Bangladesh en Asie du Sud.

## Coopération en éducation et culture
La Slovaquie a exprimé son intérêt pour l'octroi de bourses d'études supérieures aux étudiants bangladais. Les deux pays ont également convenu de signer de nouveaux accords sur la culture, la science et la technologie et d'autres domaines de coopération, conformément aux anciens pactes entre le Bangladesh et la Tchécoslovaquie.

## Coopération économique
Le Bangladesh et la Slovaquie ont cherché à développer leur commerce. En 2010, les deux pays ont rédigé un accord visant à renforcer le commerce et les investissements bilatéraux. Les exportations du Bangladesh vers la Slovaquie s'élevaient à plus de cent millions d'euros en 2011, ce qui a été qualifié d'important compte tenu de la faible population de la Slovaquie. La plupart des articles exportés par le Bangladesh sont liés à des produits vestimentaires. Le jute bangladais, le cuir et les produits en cuir, la céramique et les produits pharmaceutiques ont été identifiés comme des articles d'exportation prometteurs vers le marché slovaque. Les articles exportés par la Slovaquie vers le Bangladesh sont dominés par les produits chimiques. Le Bangladesh et la Slovaquie ont également discuté de la possibilité de former un conseil d'entreprise commun pour explorer davantage les opportunités commerciales.